# Thracia (Provinz)

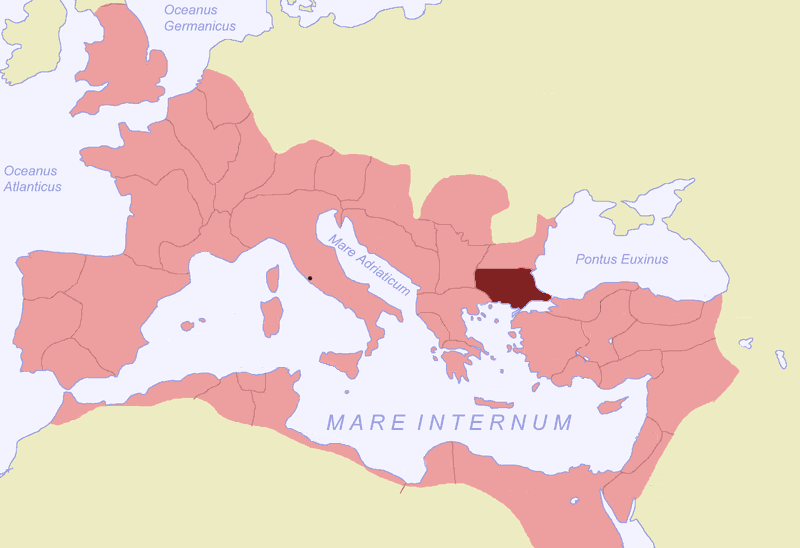
Die Provinz Thrakien (dunkelrot) um 120 innerhalb des Römischen Reiches

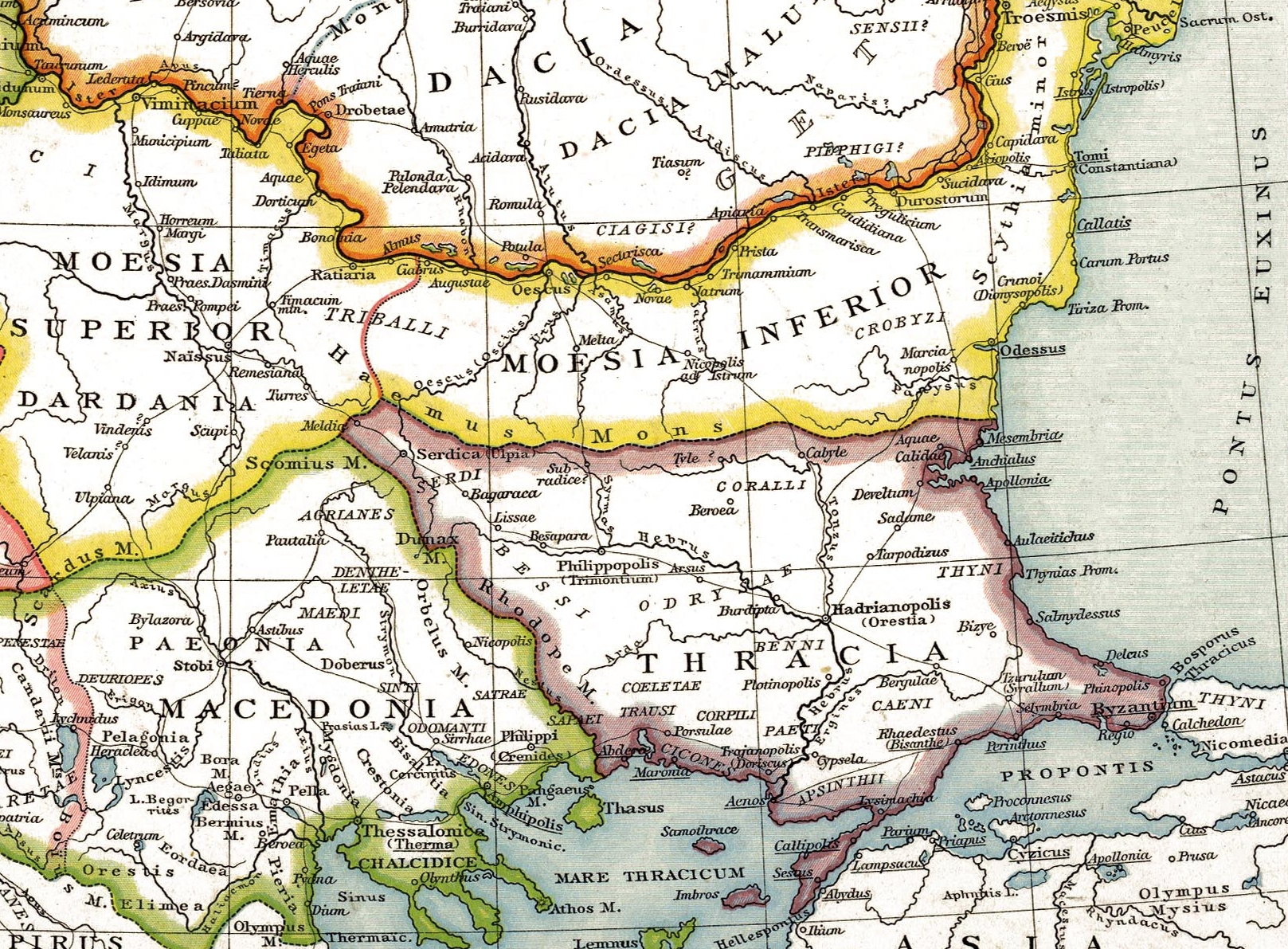
Die römische Provinz Thrakien mit den Nachbarprovinzen Mazedonien und Mösien

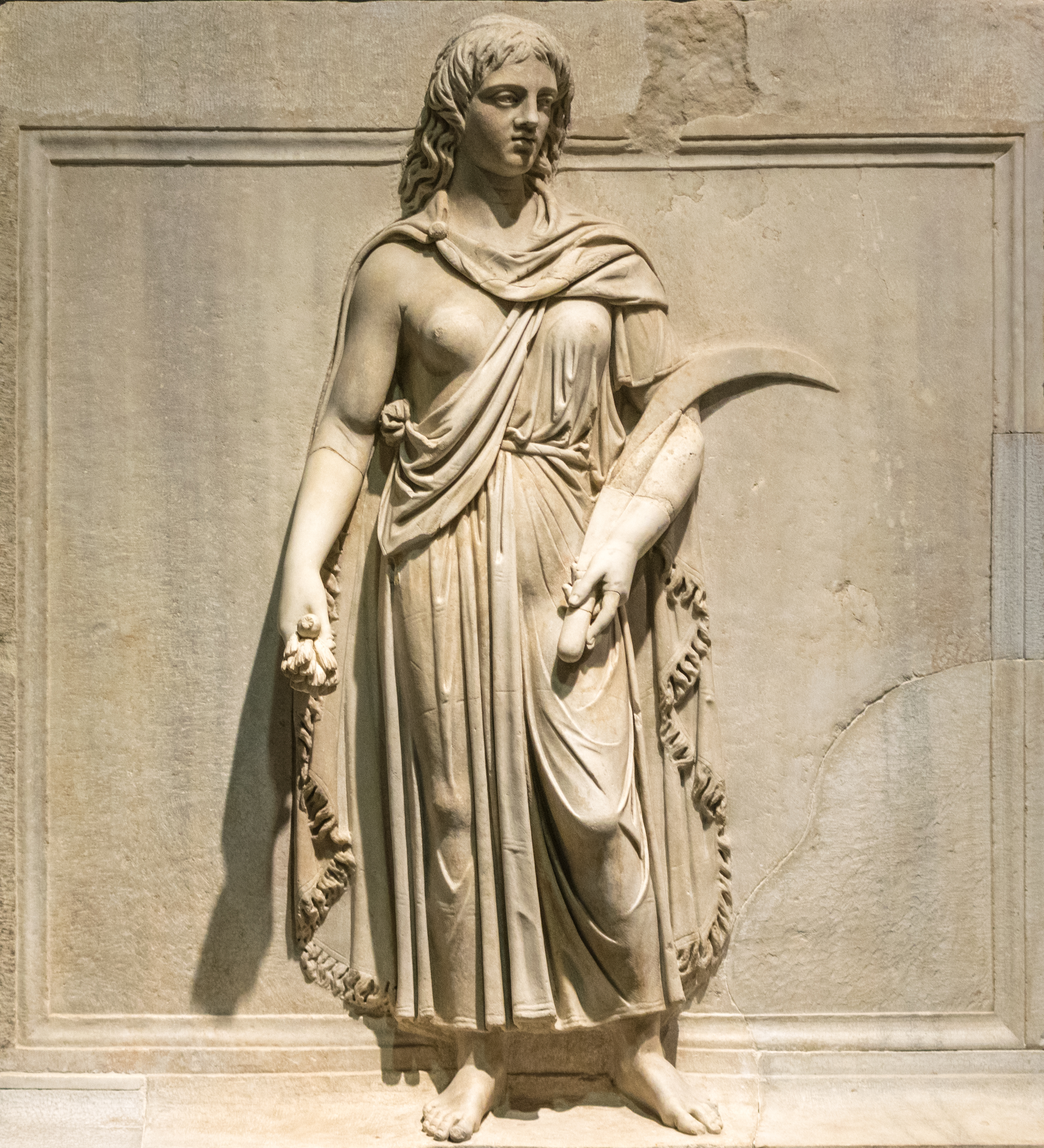
Weibliche Personifikation der römischen Provinz Thrakien; entstanden um das Jahr 145

Thrakien oder Thrazien (lateinisch provincia Thracia; altgriechisch Θρᾴκη Thráke, formell ἐπαρχία Θρᾳκῶν eparchia Thrakon) war eine Provinz im Römischen Reich, die von 46 n. Chr. bis 395 in verschiedenen Grenzen existierte.

## Übersicht
Der Name der Provinz Thrakien leitete sich vom Namen der Landschaft Thrakien ab, in der die Thraker lebten. Sie wurde 46 n. Chr. als kaiserliche Provinz gegründet, nachdem das davor bestehende, von Rom abhängige thrakische Königreich der Odrysen auf Anweisung von Claudius (regierte 41–54) besetzt worden war.
Die Römer förderten in der neuen Provinz, hauptsächlich dort, wo bereits städtische Siedlungen existierten, das Handwerk, bauten das Straßennetz aus und errichteten Tempel, bis die Orte sich zu römisch geprägten Städten entwickelten. So entstand eine Bürgerschicht, die beträchtliche Landgüter besaß. Eine große Rolle in der Romanisierung Thrakiens und der Entstehung städtischen Lebens spielten die Offiziere, Militärbeamten und die Soldaten selbst, die aus anderen Teilen des Imperium Romanum oder aus Italien kamen, die angesiedelten Veteranen sowie die ins Land gebrachten Beamten, Kaufleute und Handwerker.
Die Provinz Thrakien stellte im Römischen Reich die Grenze zwischen der westlichen und östlichen Hälfte des Imperiums dar; sie war als die am weitesten östlich gelegene Provinz auf europäischem Gebiet der Vorposten gegenüber dem Osten und diente auch als Aufmarschgebiet für die militärischen Aktionen Roms. Thrakien war auch ein wichtiges Rekrutierungsgebiet für die römischen Truppen, da seine Einwohner gemeinhin als mutig, zäh und zahlreich galten; so stammte beispielsweise auch Spartacus aus Thrakien. An der Nordgrenze (Donaulimes) der ehemaligen thrakischen Gebiete wurden römische Legionen (I Italica, V Macedonica und XI Claudia) sowie viele Hilfstruppen stationiert. In der ganzen Römerzeit war die Provinz Thrakien jedoch keine Grenzprovinz und blieb von feindlichen Einfällen verschont.
Dies waren die Voraussetzungen für das Aufblühen der Provinz von der Mitte des 2. bis zur Mitte des 3. Jahrhunderts. Allgemein gilt die Zeit der Severer als die Zeit der Blüte im römischen Thrakien. In der Folge der Verbreitung des römischen Lebens wurden weite Teile der Provinz romanisiert, doch setzte sich großteils Griechisch als offizielle Sprache durch. Eine feste Sprachgrenze gab es jedoch nicht (siehe dazu Jireček-Linie).
Nach der Reichsreform von Kaiser Diokletian (284–305) wurde die Provinz Thrakien in vier kleinere Provinzen aufgeteilt, von denen eine wiederum Thrakien hieß (siehe unten). Ab dem 4. Jahrhundert, nach der Reichsteilung, gehörte Thrakien zum  Byzantinischen Reich.
Die römische Provinz Thrakien bestand bis zum 7. Jahrhundert. Danach wurde sie vom byzantinischen Thema Thrakien abgelöst, das ungefähr von 680 bis 1204 bestand und dann noch einmal von 1230 bis zum 14. Jahrhundert. Ein Thema war die grundlegende Verwaltungseinheit im Byzantinischen Reich.

## Lage
Die Provinz Thrakien befand sich an einem wichtigen geopolitischen Knotenpunkt. Vier der bedeutenden Militärstraßen, die Via Egnatia, die Via Diagonalis (Militaris), die Via Pontica und die Via Traiana kreuzten sich hier und verbanden Europa mit Kleinasien und dem Nahen Osten. Gleichzeitig hatte die Provinz Zugang zu drei Meeren, dem Marmarameer, der Ägäis und dem Schwarze Meer. Thrakien war jedoch keine Grenzprovinz, erst in der Spätantike wurden dort einige kleinere Militäreinheiten stationiert.

## Thrakien unter dem Prinzipat bis zur Diokletianischen Reichsreform

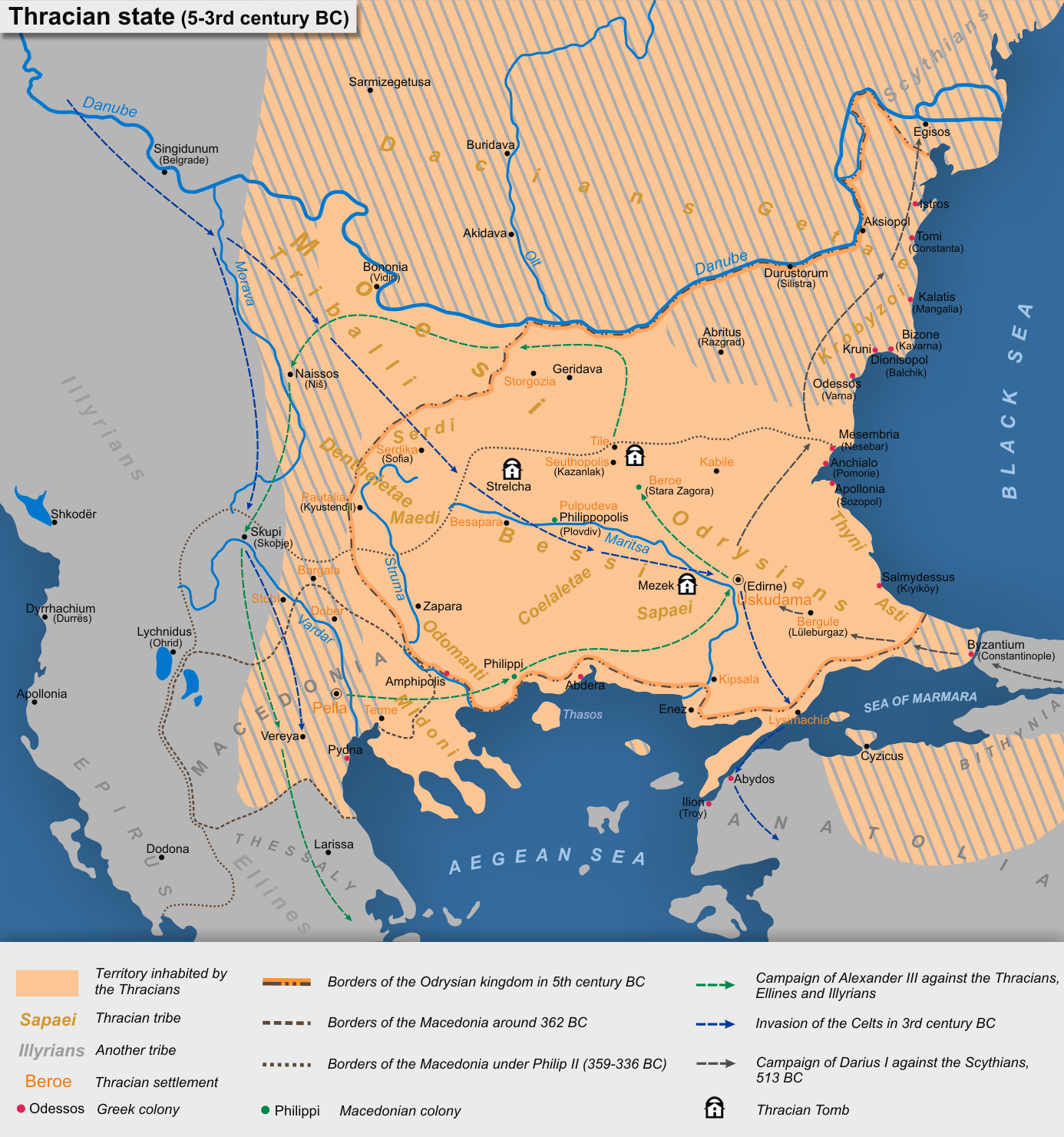
Thrakische Gebiete (einschließlich Odrysen – links unten) – 5. bis 3. Jahrhundert v. Chr.

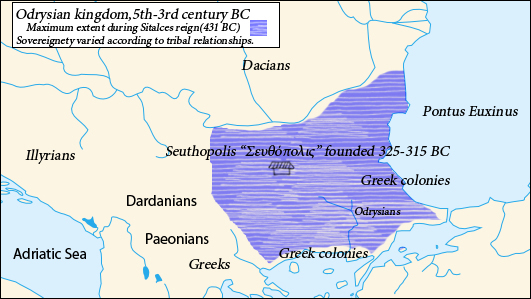
Königreich der Odrysen

Die römischen Provinzen um 117

Das Römische Reich unter Hadrian (regierte 117–38) – mit der kaiserlichen Provinz Thrakien in Südosteuropa (zwischen Schwarzem Meer und Ägäis)

Das thrakische Königreich der Odrysen war um 20 v. Chr. zum römischen Klientelkönigreich geworden, als die griechischen Stadtstaaten an der Schwarzmeerküste unter römische Kontrolle gekommen waren, anfangs noch als civitates foederatae („alliierte“ Städte mit interner Autonomie; Singular: civitas foederata – verbündete Gemeinde).
Nach dem Tod des thrakischen Königs Rhoimetalkes III. und einem missglückten Aufstand gegen die Römer wurde das Königreich besetzt und das Gebiet zur römischen Provinz Thrakien: unter Claudius wurde Thrakien im Jahr 46 annektiert und einem Prokurator unterstellt, dem Strategen zur Seite standen, die jeweils eine Strategie (Bezirk) verwalteten. (Für weitere Einzelheiten siehe: Odrysen#Niedergang und Zerschlagung)
Die neue Provinz umfasste nicht nur das Territorium des ehemaligen Königreiches der Odrysen, sondern auch den nordöstlichen Teil der Macedonia (Makedonien), ebenso wie die Inseln Thasos, Samothrake und Imbros (heute Gökçeada) im Ägäischen Meer.
Die Südwestgrenze zur Provinz Makedonien verlief knapp südwestlich des Flusses Nestos und weiter nach Nordwesten bis zur Provinz Moesia superior (Obermösien), nicht ganz bis zum Brongus-Fluss (heute Westliche Morava). Nach Norden war die Provinz Thrakien durch den schmalen Landstrich der Provinz Moesia inferior (Niedermösien) von der Donau getrennt. Anfangs verlief die Provinzgrenze entlang einer Linie nördlich des Haemus-Gebirges (lateinisch; heute als Balkangebirge bekannt), einschließlich der Städte Nicopolis ad Istrum und Marcianopolis in Thrakien. Nach den Dakerkriegen (101/102 und 105/106) musste die Expansion des Römischen Reiches nach Norden an den Unterlauf der Donau abgesichert werden. Um die äußere und innere Sicherheit zu gewährleisten, wurde das Gebiet einer gründlichen Territorialplanung unterzogen.
Die Provinz Thrakien wurde durch Gründung zahlreicher Städte (darunter Nicopolis ad Istrum, gegründet 102) urbanisiert. Durch die Eroberung der Provinz Dakien im Norden erreichte auch Thrakien als Handelsweg für die in Dakien gewonnenen Bergbauerzeugnisse einen deutlichen Aufschwung, der sich in reger Bautätigkeit insbesondere unter Kaiser Trajan zeigte.
Mit der Grenzziehung der Provinz Thrakien, insbesondere mit dem gebührenden „Sicherheitsabstand“ zur wichtigen Donaugrenze, wollten die Römer eine reine Binnenprovinz schaffen, die ohne militärische Struktur ausgekommen wäre. Dann jedoch wurde die Provinzgrenze Ende des 2. Jahrhunderts nach Süden verlegt und verlief nun genau entlang des Haemus-Gebirges. Dadurch gehörte etwa Marcianopolis (gegründet nach 106) seitdem zur Provinz Moesia inferior.
Zur militärischen Erschließung der Balkanregion legten die Römer die Via Diagonalis an. Erbaut wurde diese strategisch wichtige Straße zur Zeit Kaiser Neros (37–68) im 1. Jahrhundert. Vollendet wurde sie unter Kaiser Trajan (53–117). Die in Ost-West-Richtung über den südlichen Balkan verlaufende Via Egnatia war Vorläuferin der Via Diagonalis.
Das Gebiet des thrakischen Chersones (die heutige Halbinsel Gallipoli) war vom Herrschaftsbereich des römischen Statthalters ausgeschlossen und Teil der persönlichen Domäne des Kaisers. Die erste Hauptstadt der Provinz, wo der römische Statthalter residierte, war Herakleia Perinthos (heute Marmara Ereğlisi). Thrakien war eine kaiserliche Provinz, der anfangs ein Prokurator als Statthalter ritterlichen Ranges vorstand und, noch unter Trajan, vermutlich ab 107/109 ein Legatus Augusti pro praetore, ein Senator im Rang eines Prätoriers.
Ansonsten wurde die innere Struktur des alten Königreiches der Odrysen beibehalten und nur teilweise von römischen Institutionen überlagert. Die alten, auf Stämmen basierenden strategiai, dem ein Strategos vorstand, wurden als die grundlegenden administrativen Einheiten beibehalten. Einige Siedlungen wurden jedoch zu kōmarchiai zusammengefasst oder benachbarten Städten unterstellt: so die beiden römischen Kolonien Colonia Claudia Aprensis (heute Germeyan in der Türkei, etwa 30 km westlich von Tekirdağ) und Colonia Flavia Pacis Deultensium sowie verschiedene griechische Städte, von denen viele von Trajan gegründet worden waren.
Ungefähr im Zeitraum um 55 bis 60 wurde Marcus Vettius Marcellus Prokurator der Provinz Thrakien; ihm unterstanden 33 strategoi (Kommandanten der strategiai). Um 61 war Titus Iulius Ustus Prokurator der Provinz Thrakien. Mitte des 1. Jahrhunderts gab es 50 strategiai. Aber durch die fortschreitende Vergrößerung der Städte wurde diesen immer mehr Land zugewiesen und so die Anzahl der strategiai verringert. Schließlich gab es im frühen 2. Jahrhundert nur noch 14 strategiai. Um 136 wurden sie als offizielle administrative Unterteilung ganz aufgegeben. Die fortschreitende Urbanisierung erreichte in der zweiten Hälfte des 2. Jahrhunderts ihren Abschluss, als die Strategien durch Städte ersetzt wurden.
Da Thrakien eine innere Provinz war, fern der Grenzen des Römischen Reiches, herrschte hier Frieden, so dass die Landschaft gedeihen konnte, bis die durch den wiederholten Einfall der Goten von jenseits der Donau ausgelöste Reichskrise im 3. Jahrhundert einsetzte. Während der Feldzüge gegen diese Eindringlinge fiel Kaiser Decius (regierte 249–251) in der Schlacht von Abrittus im Jahre 251. Thrakien litt besonders stark unter den Einfällen der Goten, die über das Meer kamen, in den Jahren 268 bis 270. Erst 271 konnte Kaiser Aurelian (regierte 270–275) die Balkanprovinzen für einige Zeit gegen die Angriffe der Goten sichern. Nachdem die Römer im Jahr 271 die Provinz Dakien aufgegeben hatten, mussten sie auch ihre untere Donaugrenze neu ordnen. Deshalb hatte die Provinz Thrakien weiteres Land an ihre nördlichen Nachbarprovinzen abzugeben.

## Spätantike nach der Reichsreform Diokletians: Dioecesis Thraciae

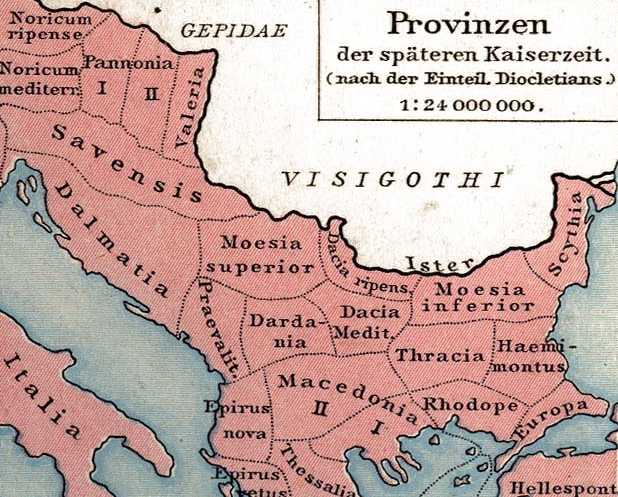
Die vier thrakischen Provinzen nach der Reform von Dioclethian: Thrakien, Haemimontus, Rhodope und Europa

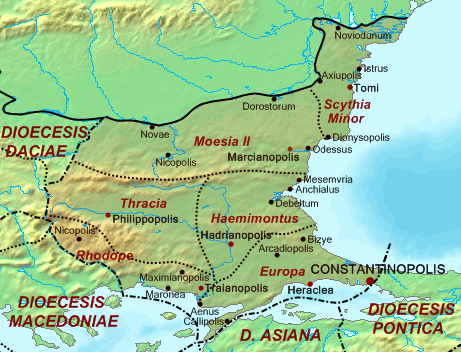
Die römische „Diözese Thrakien“ (Dioecesis Thraciae)

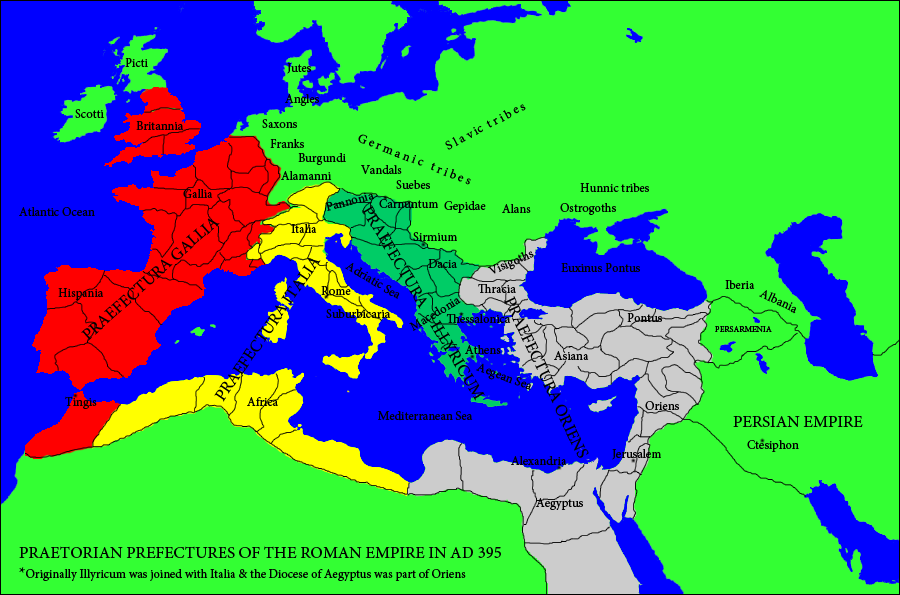
Prefectura Orientis (grau)

Nach der Reichsreform von Kaiser Diokletian (regierte 284–305) zu Beginn der Spätantike wurde die Provinz Thrakien in vier neue, kleinere Provinzen aufgeteilt. Diese spätantiken Provinzen auf dem Territorium der alten Provinz Thrakien waren:
- Thrakien (der nordwestliche Teil der alten Provinz Thrakien, mit der neuen Provinzhauptstadt Philippopolis; das Gebiet ist heute das südliche Bulgarien)
- Haemimontus (der nordöstliche Teil der alten Provinz Thrakien, mit der neuen Provinzhauptstadt Hadrianopolis; das Gebiet ist heute das südöstliche Bulgarien)
- Rhodope (der südwestliche Teil der alten Provinz Thrakien, mit der neuen Provinzhauptstadt Aenus (heute Enez in der Türkei); das Gebiet ist heute das nordöstliche Griechenland)
- Europa (der südöstliche Teil der alten Provinz Thrakien, mit der neuen Provinzhauptstadt Perinthos, die inzwischen in Herakleia umbenannt worden war (heute Marmara Ereğlisi); das Gebiet ist heute der europäische Teil der Türkei; →Ostthrakien)

Die vier thrakischen Provinzen, zusammen mit den zwei Provinzen Moesia secunda und Scythia minor, wurden zur Diözese Thrakien (Dioecesis Thraciae, griech. Διοίκησις Θράκης) zusammengefasst, die wiederum dem Prätorianerpräfekten des Ostens (praefectus praetorio Orientis) unterstand.
Die Reichsreform von Diokletian erschöpfte sich nicht nur in der Provinzreform, die die Größe der Provinzen verkleinerte und dadurch ihre Zahl vergrößerte. Die Provinzen wurden jeweils von einem Statthalter im Range eines Konsulars verwaltet. Thracia hieß nun nur noch das alte thrakische Kernland.
Diese vier Provinzen bestanden bis zur Reichsteilung von 395. Die neuen Provinzen von Thrakien umfassten den nordwestlichen Teil der alten Provinz, d. h. das Tal am Oberlauf des Flusses Hebrus (heute Mariza) zwischen dem Hemusgebirge (Balkangebirge) und den Rhodopen, einschließlich Philippopolis (seit 46 n. Chr. Trimontium – die Stadt war jedoch auch danach eher unter ihrem alten Namen bekannt, heute Plowdiw).
Philippopolis war Anfang des 3. Jahrhunderts, also noch vor den Verwaltungsreformen von Kaiser Diokletian, die Provinzhauptstadt von Thrakien geworden.
Militärisch wurde die ganze Region unter die Kontrolle des magister militum per Thracias (Heermeister für Thrakien) gestellt.

## Bevölkerung
Die Bevölkerung des Landesinneren bestand vorwiegend aus Thrakern, während die Küstenstädte, die überwiegend vorrömische Gründungen waren, vor allem von Griechen beziehungsweise hellenisierten Thrakern bewohnt wurden.
Mit der Etablierung der römischen Herrschaft siedelten sich zahlreiche Veteranen verschiedener Herkunft an. Die unter Trajan einsetzende Urbanisierung zog viele Immigranten aus dem Osten, insbesondere aus den Schwarzmeergebieten, Kleinasien und Syrien an. Diese waren in der Mehrzahl Handwerker, Baumeister und Händler, die in Thrakien gute Möglichkeiten für einen sicheren Lebensunterhalt und Wohlstand vorfanden.

## Städte
Die Römer machten sich einigerorts die vorhandene Infrastruktur zu nutzte. So gehen manche Städte- und Siedlungsgründungen auf thrakische Städte zurück. So nennt bereits Demosthenes beispielsweise Kabyle, Masteyra, Drongilion und Helys als thrakische Städte. Die bedeutendste heute bekannte odrysische Stadt ist jedoch Seuthopolis an der Tundscha bei Kasanlak. Auch die Makedonenherrschaft hatte die Entstehung vieler Städte zur Folge, wie Philippopolis, Beroe und Serdica.

## Religion

### Frühes Christentum
Das Christentum ist in Thrakien seit der apostolischen Zeit (1. Jahrhundert n. Chr.) belegt, als der Apostel Paulus die Balkanhalbinsel bereiste und wahrscheinlich in die Umgebung von Augusta Traiana und Philippopolis gelangte. Im 2. Jahrhundert wurden die ersten Bistümer in der Provinz gegründet, unter anderem in Serdica, Philippopolis, Deultum und Anchialos. Aus dem 3. Jahrhundert sind die Lebensbeschreibungen einiger Märtyrer (welche?) bekannt. Nach dem Ende der Christenverfolgungen im Römischen Reich unter Kaiser Galerius und der Tolerierung des Christentums durch Konstantin dem Großen setzte sich die neue Religion in Thrakien schnell und flächendeckend durch, jedoch brachen Auseinandersetzungen zwischen den verschiedenen Glaubensrichtungen aus, die einander scharf bekämpften.
Um die Mitte des 4. Jahrhunderts erreichte die arianische Lehre eine zahlreiche Anhängerschaft. Auch die so genannten Kleingoten (Gothi minores) mit Bischof Wulfila waren Arianer und erhielten von Constantius II. (337 bzw. 350–361), der ebenfalls Anhänger dieser Lehre war, die Erlaubnis, sich auf dem Territorium von Nicopolis ad Istrum, das in dieser Zeit bereits zu Moesia inferior gehörte, anzusiedeln. Auch in anderen Städten, wie in Hadrianopolis, war diese nicht orthodoxe christliche Lehre weit verbreitet.
In Thrakien fanden auch einige wichtige Ereignisse der christlichen Kirche statt: 343 versammelten sich christliche Würdenträger (darunter 270 Bischöfe aus der West- und Ostkirche) zum Konzil von Serdica um den Arianismus zu verdammen. Gleichzeitig organisierten die Arianer ein Gegenkonzil mit 80 Bischöfen in Philippopolis. Über die Zeit der Christianisierung der Provinzbevölkerung zwischen dem 4. und 6. Jahrhundert existieren viele Quellen und Inschriften. Im 5. Jahrhundert gab es in den meisten Städten Thrakiens christliche Gemeinden und ihre Bischöfe unterstanden direkt dem Patriarchen von Konstantinopel. Ab 553, unter der Regentschaft Justinian I., deckte sich die zivile Verwaltung in Thrakien bereits vollständig mit der kirchlichen und die Macht der Bischöfe wuchs besonders in den Städten.
Frühchristliche Basiliken sind in allen Teilen Thrakiens zu finden: etwa in den Küstenstädten Perithos, Maroneia, Mesembria, Anchialos, Sosopolis, als auch in den Städten im Landesinneren wie in Augusta Traiana, Kabile, Serdica, Pautalia, Nicopolis ad Nestum, Hadrianopolis. So war Diocletianopolis (heute Chissarja) mit seinen mehr als zehn Basiliken als ein bedeutendes Zentrum des Christentums bekannt.